# Sân bay Sandakan
Sân bay Sandakan (IATA: SDK, ICAO: WBKS) là một sân bay phục vụ Sandakan, Sabah, Malaysia. Sân bay tọa lạc cách thành phố 13 km.

## Các hãng hàng không và các tuyến đến
- AirAsia (Kota Kinabalu, Kuala Lumpur)
- Malaysia Airlines (Kota Kinabalu)
- MASwings (Kota Kinabalu, Kudat, Tawau)